# カタコンベ (小説)
『カタコンベ』は、日本の推理作家・冒険小説作家神山裕右の長編推理小説、冒険小説。著者のデビュー作であり、第50回江戸川乱歩賞を受賞した。

## 書籍情報
- 2004年8月 講談社より「カタコンベ」刊行
- 2007年8月 講談社文庫より「カタコンベ」刊行

## 登場人物
| スタブアイコン | サブスタブ | この項目は、まだ閲覧者の調べものの参照としては役立たない、文学に関連した書きかけの項目です。この項目を加筆・訂正などしてくださる協力者を求めています（P:文学、PJ:ライトノベル）。項目が小説家・作家の場合には{Writer-substub}を、文学作品以外の本・雑誌の場合には{Book-substub}を貼り付けてください。 |